# Улица Бурденко (Москва)
У́лица Бурде́нко (до 1947 года — До́лгий переу́лок) — улица в центре Москвы в Хамовниках между Зубовской площадью и Плющихой. Здесь находится посольство Колумбии.

## История
Получила название 18 ноября 1947 года в честь хирурга Николая Ниловича Бурденко (1876—1946) — одного из основоположников нейрохирургии, Героя Социалистического Труда, академика АМН СССР, который жил в этом переулке.
Прежнее название — Долгий переулок — по одной версии, по фамилии местного домовладельца, по другой — по длине переулка. Слово долгий (длинный, продолговатый) широко представлено в русской топонимии (например, Долгие пруды и Долгопрудная аллея).

## Описание
Улица Бурденко начинается от Зубовской площади и проходит на запад. Справа к ней примыкают 3-й и 2-й Неопалимовские переулки, пересекает Новоконюшенный переулок, затем вновь справа отходят Серпов и Земледельческий переулки, после чего улица выходит на Плющиху примерно на уровне 1-го Вражского переулка.

## Примечательные здания и сооружения
По нечётной стороне:
- № 3. Жилой дом, архитекторы: Sergey Skuratov Architects. Строительство: 2009—2014
- № 11 (снесен) — 3-этажный жилой дом кооператива врачей «Заря» (1928, архитектор К. Каменецкий)[2], в доме жил Н. Н. Бурденко[3]. В 2004 году был исключен из списка памятников истории и культуры федерального значения приказом Михаила Фрадкова и вскоре снесен. На месте дома Бурденко и участка, в глубине которого он был расположен, построено 5-11-этажное жилое здание (№ 3 по ул. Бурденко);
- № 19 — спортивный учебно-тренировочный центр «Барс»;
- № 21А — школа «Золотое сечение»;
- № 23 — Дом Палибина, построен в 1818 г. С 2017-го прередан «Фонду во имя святого архангела Михаила»[4][5];

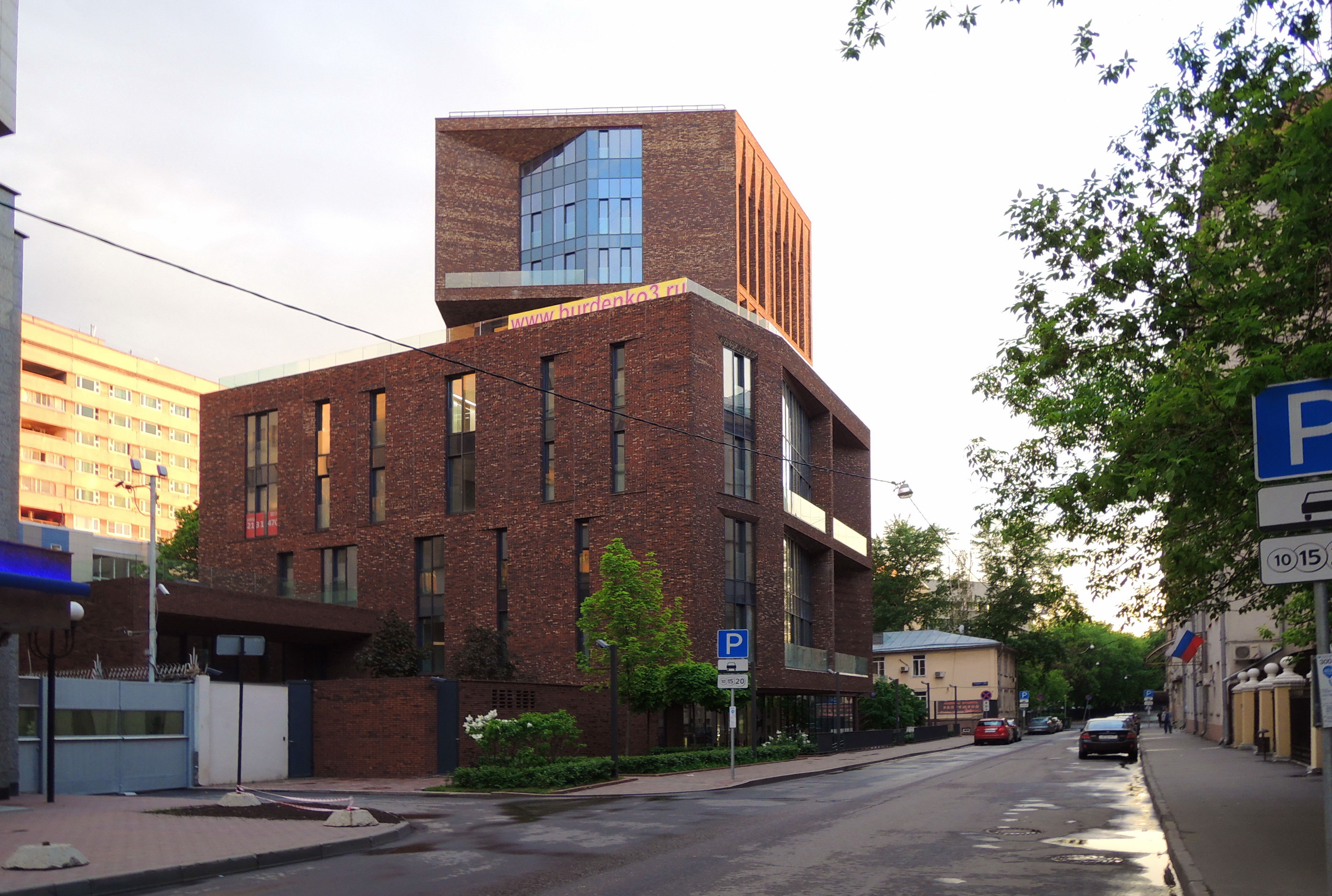
Дом №3
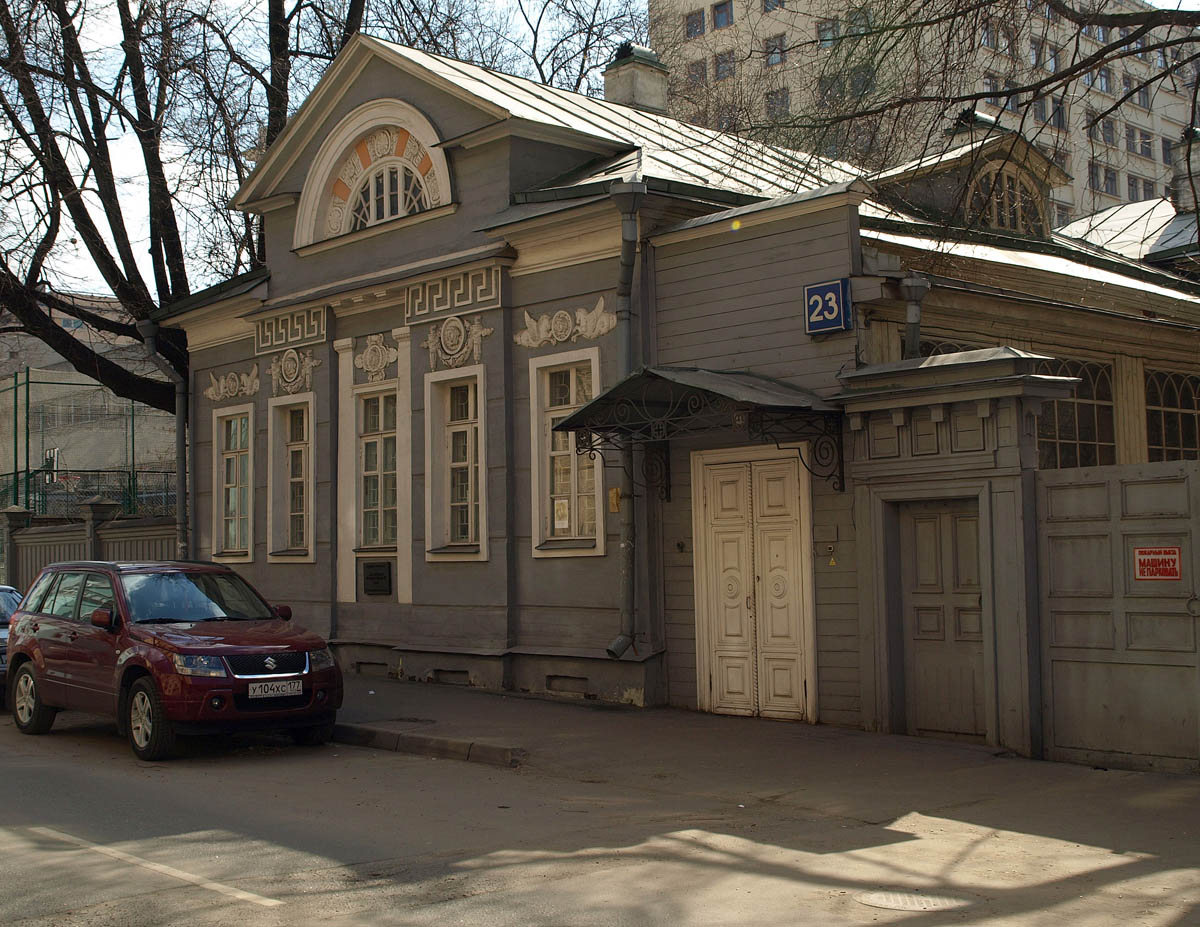
Особняк Гавриила Палибина (№ 23)
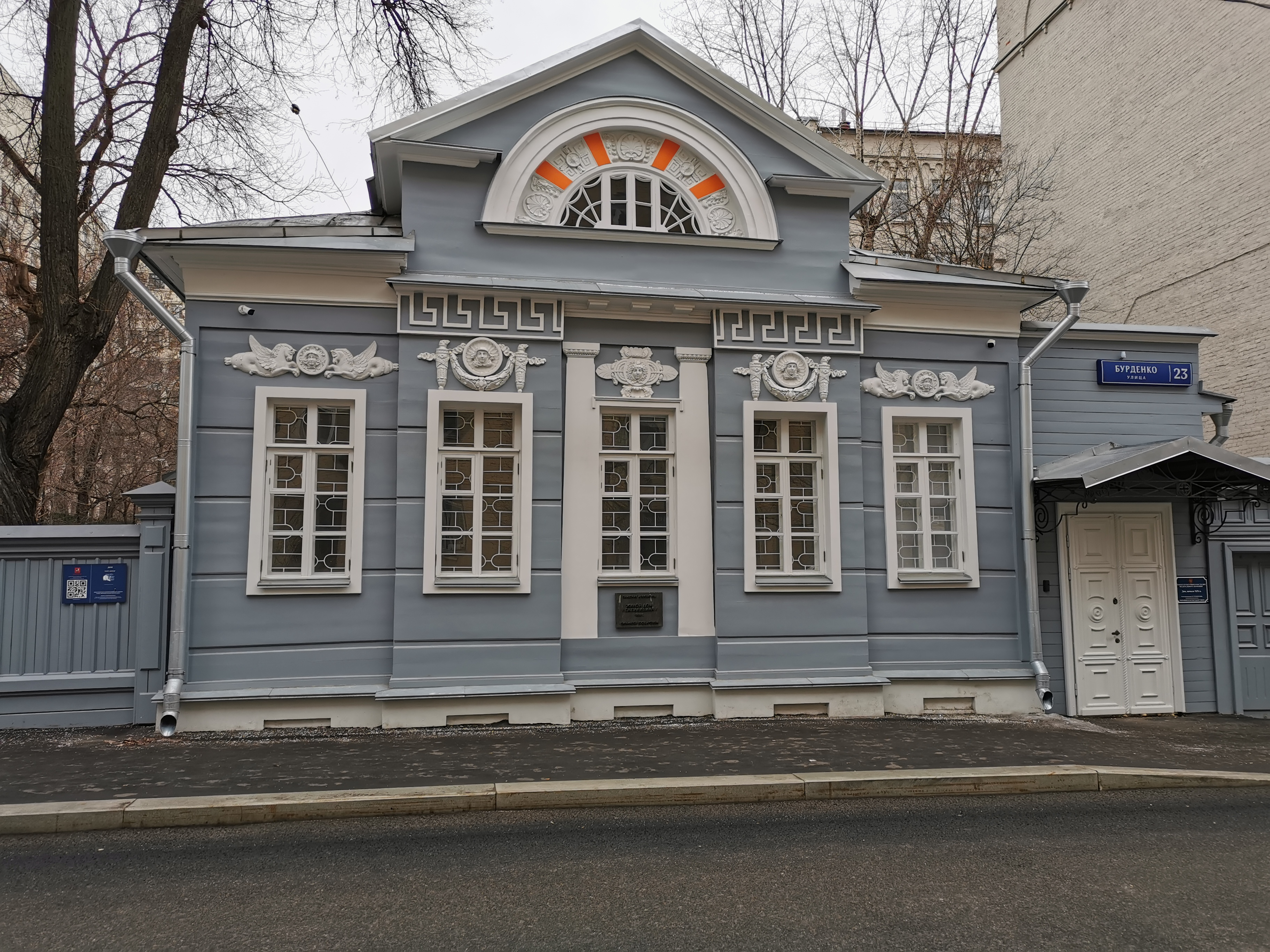
Дом Палибина в 2022 году
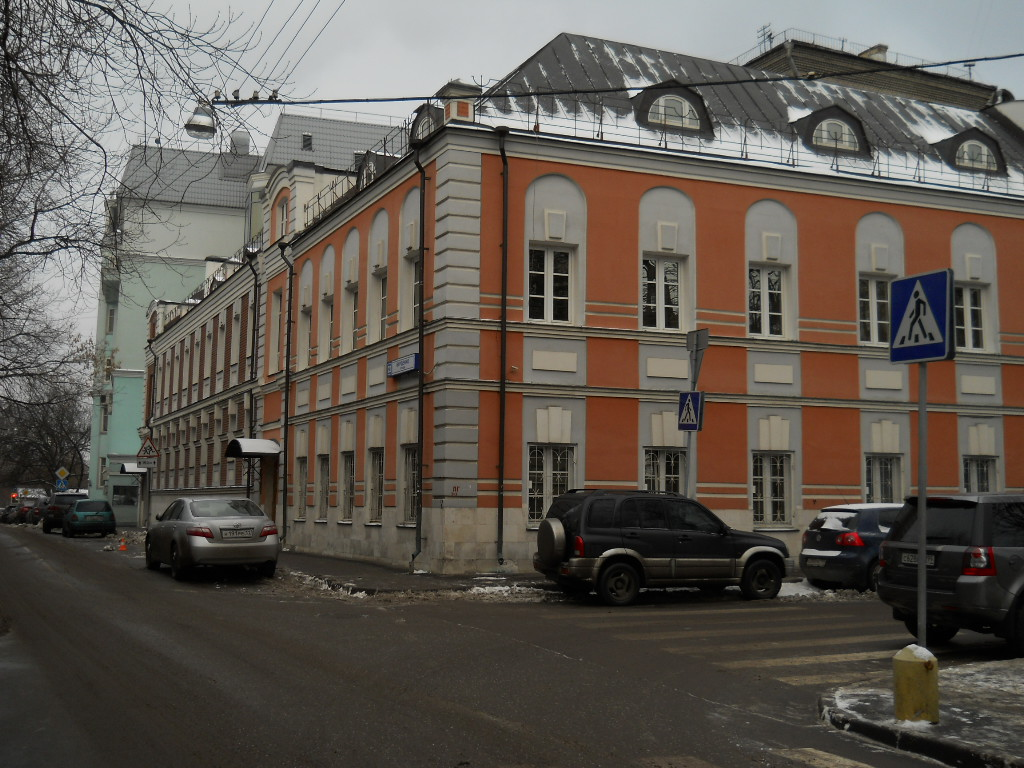
№ 22
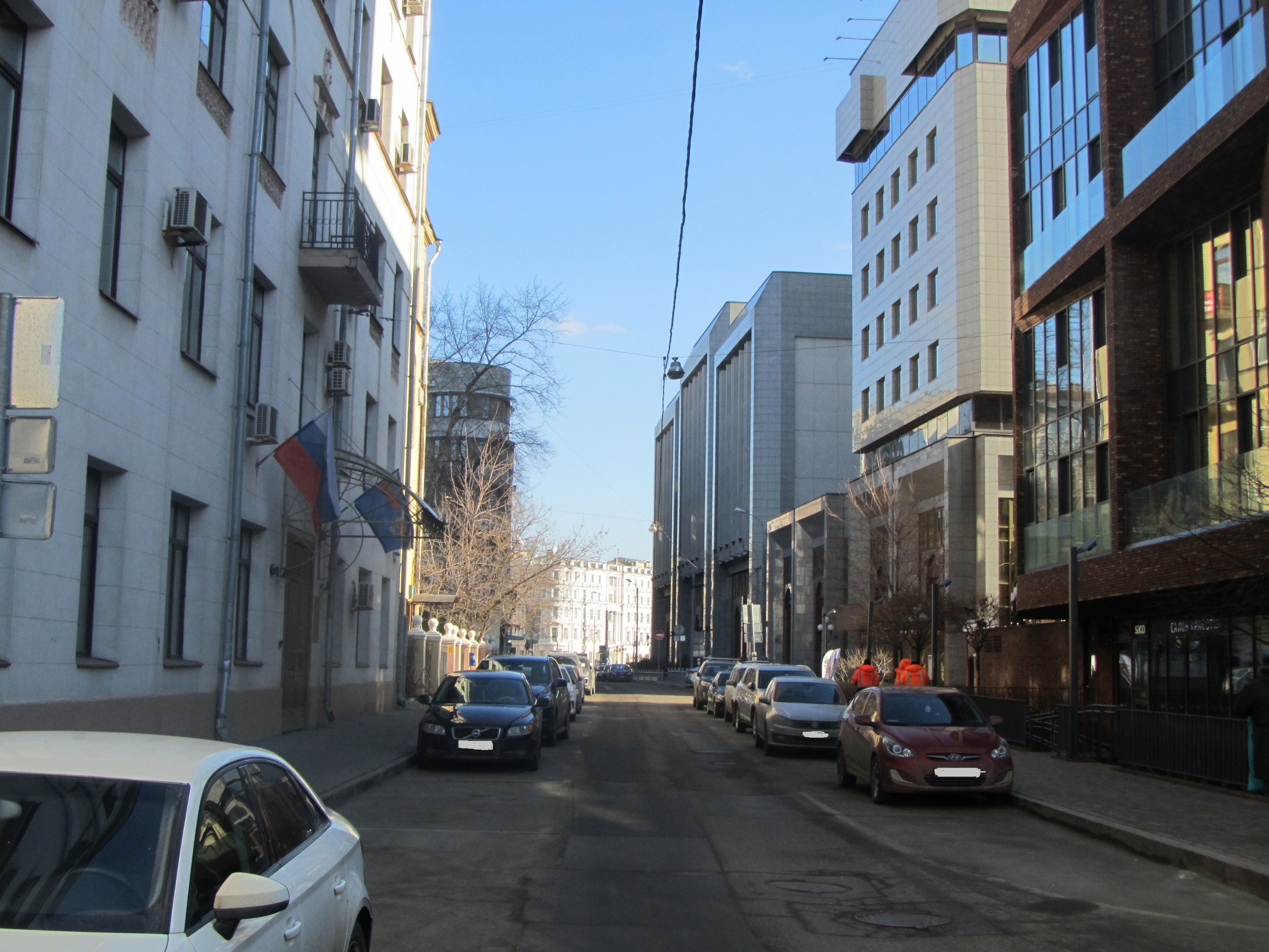
Улица Бурденко (февраль 2020 г.)
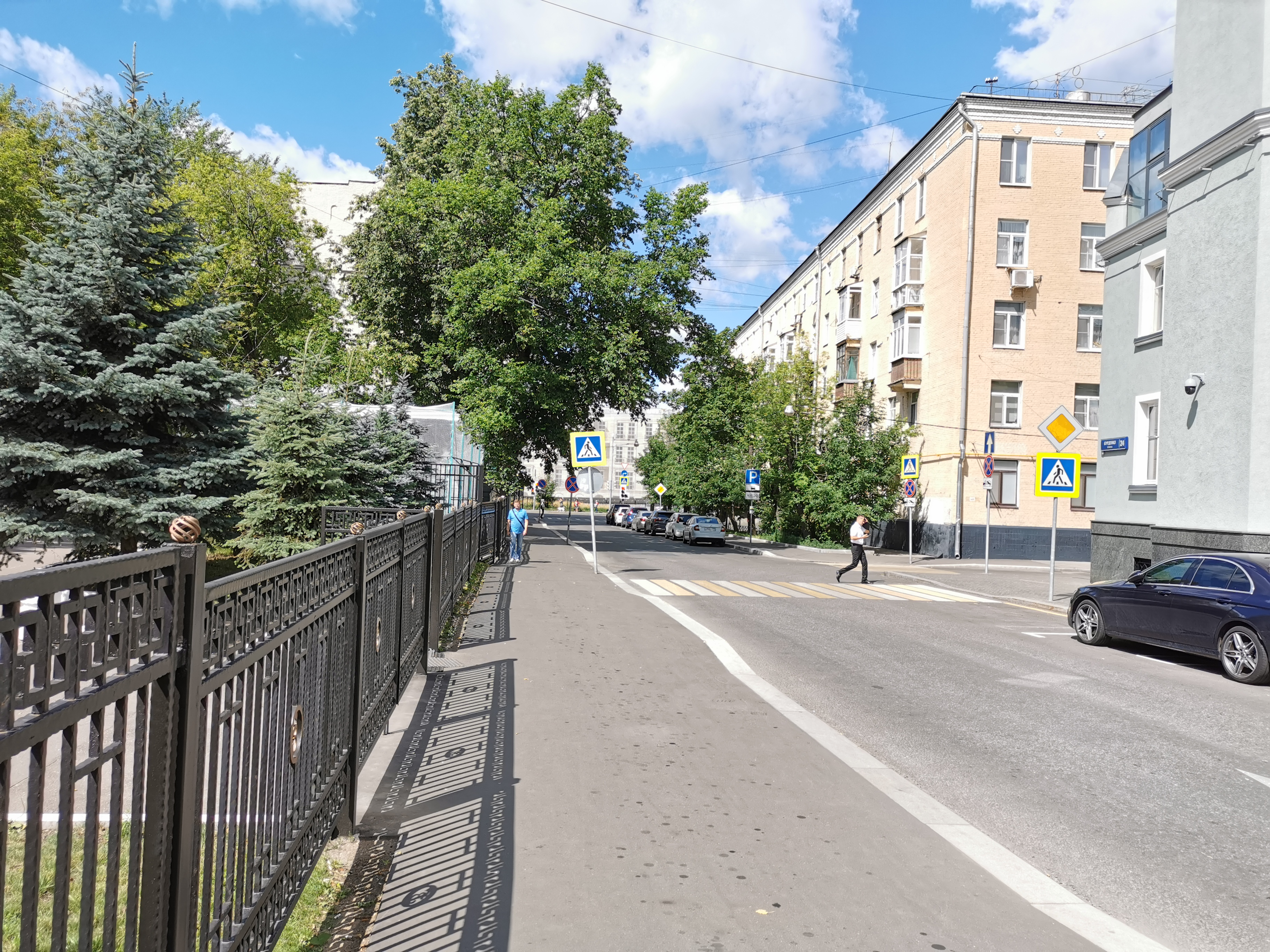
ул. Бурденко, Хамовники, Москва (июль 2022 г.)

По чётной стороне:
- № 8 — доходный дом В. В. Кандинского. Построен в 1913 году архитектором Д. М. Челищевым по заказу художника В. В. Кандинского. В 1915—1921 годах Кандинский жил в этом доме[6].
- № 10/2 — жилой дом (2001, архитекторы С. Скуратов, К. Ходнев, Е. Дедюля)[7]
- № 14 — жилой дом. Здесь жил архитектор С. Е. Чернышёв
- № 14А — Военно-охотничье общество; журнал «Охотник»;
- № 16/12 — доходный дом (1914, архитектор И. А. Герман). В доме расположен музей-квартира Павла Флоренского (кв. № 21)[8].;
- № 20 — посольство Колумбии.